# Andau
Andau est une commune d'Autriche, dans le Burgenland. Elle fait partie du district de Neusiedl am See.

## Jumelages
- Kapuvár (Hongrie)